# Bompard (Marseille)

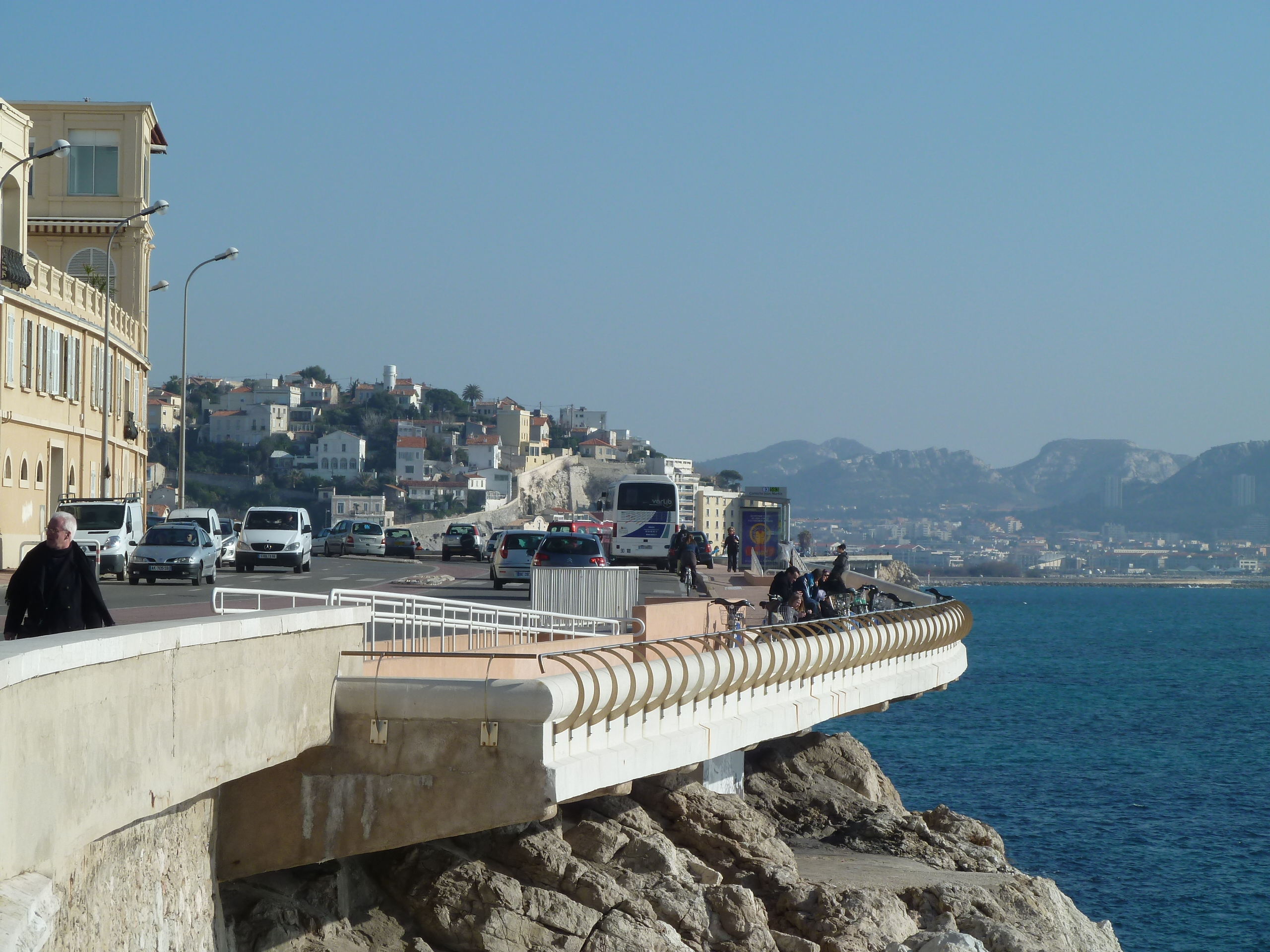
Die Küstenstraße Corniche du Président John F. Kennedy

Bompard ist ein Viertel (frz.: Quartier) der südfranzösischen Stadt Marseille im Département Bouches-du-Rhône. Bompard gehört zum 7. Arrondissement (Stadtbezirk). 2012 hatte das Quartier 4220 Einwohner.
Das Stadtviertel befindet sich in unmittelbarer Nähe zum Mittelmeer. Zu Bompard gehört ein Teil des Massif de la Garde, wobei es sich um Kalksteinhügel handelt, auf deren Spitze sich die Kirche Notre-Dame de la Garde liegt, die allerdings nicht zu Bompard gehört. In den Hügeln befinden sich zahlreiche Höhlen. Die lokale Wirtschaft und Kultur sind stark von der Lage am Meer geprägt. So spielte die Fischerei immer schon eine wichtige Rolle; sie wird vom Fischereihafen Le Prophète aus betrieben. Zudem existiert in Bompard ein Yachtklub. Das Viertel wird auch durch eine besonders hohe Zahl an Cafés und Restaurants geprägt. Bedeutende Kultureinrichtungen sind unter anderem ein 1912 eröffnetes Kino und das 1923 eingeweihte Théâtre Silvain.